# Gerd Baumann

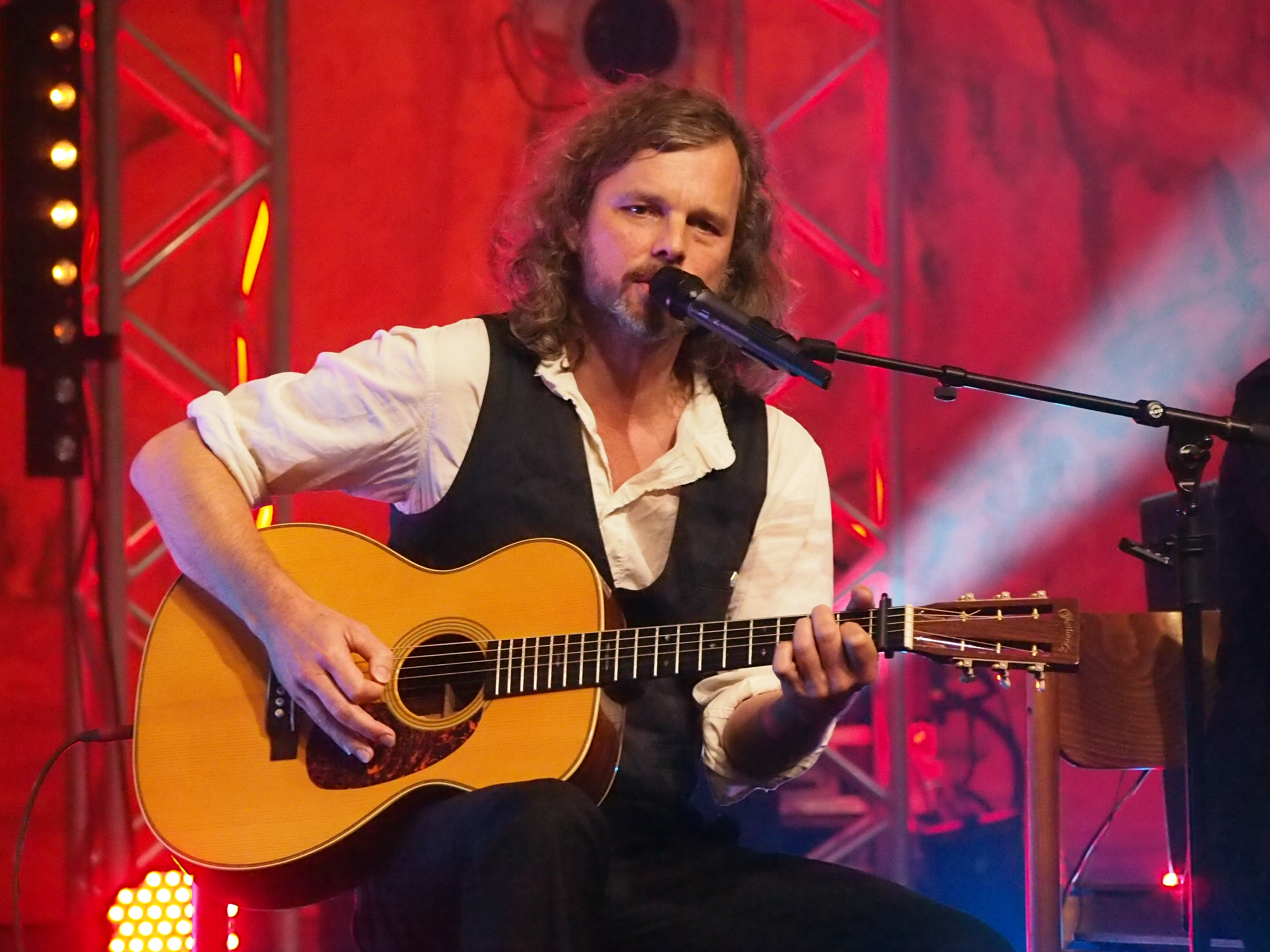
Gerd Baumann auf dem Heimatsound-Festival 2014

Gerd Baumann (* 1967 in Forchheim) ist ein deutscher Musiker, Komponist und Hochschullehrer.

## Leben
Gerd Baumann absolvierte eine Ausbildung zum Musiker und Komponisten am Münchner Gitarreninstitut, der Grove School of Music in Los Angeles und der University of California in Los Angeles, wobei er zusätzlich bereits an eigenen Projekten arbeitete. Von 1989 bis 1991 war Baumann musikalischer Leiter am Münchner Studiotheater. 1994 wurde sein erstes Streichquartett und 1997 seine im Jahr zuvor geschriebene erste Oper Nyx aufgeführt. Des Weiteren komponierte er Theatermusiken für die Schauburg in München und das Münchner Volkstheater.
Seit 1997 ist Baumann Produzent von Konstantin Wecker, in dessen Band er zusätzlich Gitarre spielt. Zudem spielt er noch in der Musikgruppe Geheimrevue als Gitarrist und Trompeter und bildet zusammen mit Jens Fischer-Rodrian das Gitarren-Duo Paradoz. Seit 2013 tritt Baumann zusammen mit Sebastian Horn (Bananafishbones) als Dreiviertelblut auf, für deren Stücke er die Musik komponiert. Seit einigen Jahren ist Gerd Baumann vor allem als Komponist von Filmmusik tätig. 2005 wurde er für den Deutschen Filmpreis für seine Filmmusik für Aus der Tiefe des Raumes nominiert. Eine weitere Nominierung und diesmal auch den Gewinn des Deutschen Filmpreises erreichte er 2007 aufgrund seiner viel gelobten Musik und teilweise selbst gesungenen Lieder in Wer früher stirbt ist länger tot. In diesem erfolgreichen Film von Marcus H. Rosenmüller spielt er zudem eine kleine Rolle als Rockmusiker John Ferdinand Woodstock. Als John Ferdinand Woodstock & The Rebirth Experience veröffentlichte er ein Lied des Filmes als Single. Auch bei Rosenmüllers folgendem Film, Schwere Jungs, übernahm Baumann die komplette Filmmusik. Lob erhielt er für die stimmungsvolle Unterhaltungsmusik im Stile der 1950er Jahre.
Gerd Baumann gründete 2011 zusammen mit Till Hofmann und Mehmet Scholl das Indie-Musik-Label Millaphon Records.
In den Jahren 2013 bis 2017 komponierte Baumann das Singspiel zur Starkbierprobe auf dem Nockherberg in München.
Mit Wirkung zum Studienjahr 2013/14 wurde Gerd Baumann zum Professor für den Fachbereich „Komposition für Film und Medien“ an die Hochschule für Musik und Theater München als Nachfolger von Enjott Schneider berufen und ist dort als Professor und Institutsleiter des Instituts für Neue Musik, Komposition und Dirigieren tätig.

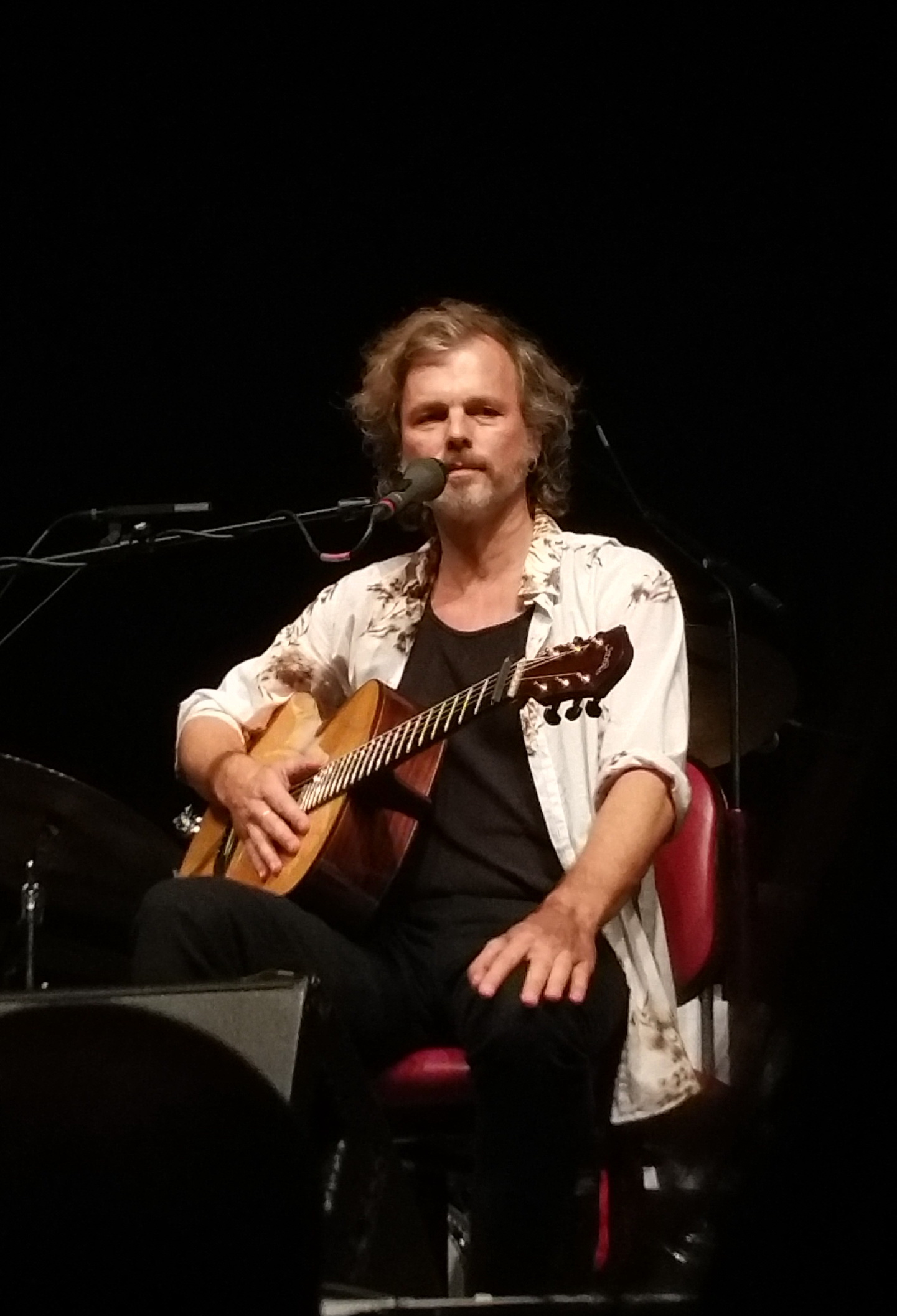
Gerd Baumann 2018 im Münchner Zirkus Krone

## Filmmusik
- 1998: Buenos Aires, meine Geschichte
- 1998: Silberdisteln (Fernsehfilm)
- 2004: Der Mustervater – Allein unter Kindern (Fernsehfilm)
- 2004: Aus der Tiefe des Raumes
- 2006: Open Water 2
- 2006: Wer früher stirbt ist länger tot
- 2006: Schwere Jungs
- 2006: Der lange Weg ans Licht
- 2007: Beste Zeit
- 2007: Der Mustervater 2 – Opa allein zu Haus (Fernsehfilm)
- 2007: Der lange Weg ans Licht
- 2008: Beste Gegend
- 2008: Räuber Kneißl
- 2008: Das Beste kommt erst (Fernsehfilm)
- 2008: Zwei Zivis zum Knutschen (Fernsehfilm)
- 2008: Die Perlmutterfarbe
- 2010: Sau Nummer vier. Ein Niederbayernkrimi (Fernsehfilm)
- 2010: Groupies bleiben nicht zum Frühstück
- 2011: Almanya – Willkommen in Deutschland
- 2011: Blaubeerblau
- 2011: Sommer in Orange
- 2011: Sommer der Gaukler
- 2012: Zettl
- 2012: My Beautiful Country – Die Brücke am Ibar
- 2012: Operation Zucker (Fernsehfilm)
- 2012: Wer’s glaubt, wird selig
- 2013: Spieltrieb
- 2013: Paradies 505. Ein Niederbayernkrimi (Fernsehfilm)
- 2014: Beste Chance
- 2015: Luis Trenker – Der schmale Grat der Wahrheit (Fernsehfilm)
- 2015: Ein letzter Tango
- 2015: Tatort: Die letzte Wiesn (Fernsehreihe)
- 2015: Das beste aller Leben (Fernsehfilm)
- 2018: Früher oder später
- 2018: Trautmann
- 2020: Dreiviertelblut – Weltraumtouristen
- 2021: Rotzbub
- 2023: Adios Buenos Aires
- 2023: Weißt du noch